# Elecciones generales de Nigeria de 2023
Las elecciones generales de Nigeria de 2023 se llevaron a cabo el 25 de febrero de 2023 para elegir al presidente y vicepresidente de Nigeria. El presidente titular del Congreso de Todos los Progresistas, Muhammadu Buhari, tiene un mandato limitado y no puede buscar la reelección para un tercer mandato.
Otras elecciones federales, incluidas las elecciones a la Cámara de Representantes y al Senado, también se llevaron a cabo en la misma fecha, mientras que las elecciones estatales se llevarán a cabo dos semanas después, el 11 de marzo. Los ganadores de las elecciones tomarán posesión el 29 de mayo de 2023, fecha anterior al Día de la Democracia.
Las primarias del partido estaban programadas para entre el 4 de abril y el 9 de junio de 2022 con el Partido Democrático Popular nominando al exvicepresidente Atiku Abubakar el 28 de mayo, mientras que el Congreso de Todos los Progresistas nominó al exgobernador del estado de Lagos, Bola Tinubu, el 8 de junio.  Por el Partido Laborista, menos representado políticamente, el 30 de mayo se nominó al exgobernador del estado de Anambra, Peter Obi.  En las semanas posteriores a las primarias, se anunciaron los compañeros de fórmula para la vicepresidencia y Abubakar eligió al gobernador Ifeanyi Okowa el 16 de junio, mientras que sus principales oponentes inicialmente eligieron compañeros de fórmula de marcador de posición antes de sustituirlos posteriormente en candidatos sustantivos con Obi seleccionando al exsenador Yusuf Datti Baba-Ahmed y Tinubu eligiendo al senador Kashim Shettima el 8 y 10 de julio, respectivamente.

## Sistema electoral
El presidente de Nigeria es elegido mediante un sistema modificado de dos vueltas. Para ser elegido en la primera vuelta, un candidato debe recibir la mayoría de los votos y más del 25% de los votos en al menos 24 de los 36 estados. Si ningún candidato supera este umbral, se realizará una segunda vuelta entre el candidato principal y el siguiente candidato que haya recibido una pluralidad de votos en el mayor número de estados.

## Fondo
Después del primer mandato de Muhammadu Buhari como presidente, ganó la reelección para el cargo como candidato del Congreso de Todos los Progresistas al derrotar a Atiku Abubakar del Partido Democrático Popular con un margen de 14 puntos porcentuales, casi 4 millones de votos. Para las elecciones legislativas, APC consolidó sus mayorías tanto en la Cámara de Representantes como en el Senado después de casi perder las mayorías debido a las deserciones en 2018. A nivel estatal, el PDP ganó dos en total, ya que el partido ganó cuatro gobernaciones del APC, mientras que el APC ganó dos gobernaciones del PDP. Durante los primeros dos años del período 2019–2023, el APC se expandió ligeramente debido a las deserciones de docenas de legisladores estatales y federales y tres gobernadores: Dave Umahi del estado de Ebonyi, Benedict Ayade del estado de Cross River y el estado de Zamfara . Bello Muhammad Matawalle, pero atravesó una prolongada crisis de liderazgo; para el PDP, las pérdidas por deserción tuvieron un costo, pero el partido resolvió su crisis de liderazgo y celebró una convención pacífica. Durante la segunda mitad del mandato, ambos partidos se vieron afectados por deserciones, pero el APC celebró su convención pospuesta durante mucho tiempo y el PDP se enfrentó a disputas públicas por no zonificar su nominación presidencial.
Antes del segundo mandato de Buhari, sus promesas incluían la finalización de líneas ferroviarias en proceso y otros proyectos de infraestructura, una mayor inclusión de mujeres en el gobierno, reformas educativas y mayores iniciativas anticorrupción. En cuanto a su desempeño, la administración fue elogiada por mejorar el sector agrícola, terminar proyectos de infraestructura, avances exitosos en la lucha contra el terrorismo en el noreste, asegurar la devolución de fondos públicos previamente saqueados desde el extranjero y aumentar el salario mínimo. Sin embargo, enfrentó críticas por abandonar las iniciativas anticorrupción, mala calidad de vida, una situación de seguridad cada vez más grave fuera del noreste (bandidos y cierta expansión terrorista en el noroeste, conflictos interétnicos y de pastores en el norte central, piratas y bandas ilegales de abastecimiento de petróleo en el delta del Níger, y un movimiento separatista violento en el sureste junto con epidemias de brutalidad de las fuerzas de seguridad y secuestros en todo el país), y el aumento de la deuda nacional. Buhari también fue criticado por instituir una prohibición nacional de siete meses en Twitter después de que el sitio eliminara un tuit abusivo que publicó en referencia a la Guerra Civil; la prohibición fue denunciada como un intento fallido de censura. Otra fuente clave de controversia fue el manejo por parte de la administración de la ola de protestas del movimiento End SARS de octubre de 2020 con las críticas más fervientes surgiendo sobre la masacre de Lekki cuando los soldados en Lagos mataron a varios manifestantes pacíficos antes de que el Ejército y la administración intentaran negar que el tiroteo se haya llevado a cabo.
Buhari también tuvo que lidiar con un índice de aprobación fluctuante, pero consistentemente bajo.

## Elecciones primarias
Las primarias, junto con cualquier posible impugnación de los resultados de las primarias, debían realizarse entre el 4 de abril y el 3 de junio de 2022, pero la fecha límite se extendió hasta el 9 de junio. Un acuerdo de caballeros de zonificación informal establece que el sur (las zonas geopolíticas sureste, sur y suroeste) tendrá el próximo presidente, ya que Buhari, un norteño, fue elegido dos veces. Otra convención informal exige que los nominados tengan compañeros de fórmula para la vicepresidencia de una región y religión diferente a la suya. A pesar del arreglo, la mayoría de los partidos no cerraron formalmente sus primarias a candidatos no sureños ni designaron oficialmente que sus boletos no pueden tener compañeros de fórmula de la misma religión.

## Conducta

### Calendario electoral
El 26 de febrero de 2022, la Comisión Electoral Nacional Independiente (INEC) publicó un calendario en el que se establecen fechas clave y plazos para las elecciones. Meses después, el 27 de mayo de 2022, el INEC hizo una ligera revisión del cronograma, dando a los partidos tiempo adicional para realizar las primarias.
- 28 de febrero de 2022 – Publicación del Aviso de Elección
- 4 de abril de 2022: primer día para la realización de las primarias de los partidos
- 9 de junio de 2022  : último día para la realización de las primarias de los partidos, incluida la resolución de las disputas que surjan de ellas
- 10 de junio de 2022: primer día para la presentación de formularios de nominación al INEC a través del portal en línea
- 17 de junio de 2022: último día para la presentación de formularios de nominación al INEC a través del portal en línea
- 28 de septiembre de 2022 – Inicio del período oficial de campaña
- 23 de febrero de 2023: último día del período oficial de la campaña
- 25 de febrero de 2023 – Día de las elecciones

## Candidatos presidenciales
| Partido | Partido                                | Binomio                | Binomio                    |
| Partido | Partido                                | Candidato presidencial | Candidato vicepresidencial |
| ------- | -------------------------------------- | ---------------------- | -------------------------- |
|         | Acuerdo                                | Christopher Imumolen   | Por definir                |
|         | Alianza de Acción                      | Hamza al-Mustafá       | Chukwuka Johnson           |
|         | Partido Acción Democrática             | Yabagui Sani           | Udo Okey-Okoro             |
|         | Partido Popular de Acción              | Osita Nnadi            | Isa Hamisu                 |
|         | Congreso de Acción Africana            | Omoyele Sowore         | Haruna Garba Magashi       |
|         | Congreso Democrático Africano          | Dumebi Kachikwu        | Ahmed Buhari               |
|         | Movimiento de los Pueblos Aliados      | Yusuf Mamman Dantalle  | Ojei Princess              |
|         | Congreso de Todos los Progresistas     | Bola Tinubu            | Kashim Shetima             |
|         | Gran Alianza de Todos los Progresistas | Peter Umeadi           | Abdullah Muhammed Koli     |
|         | Partido de Arranque                    | Sunday Adenuga         | Turaku Mustafá             |
|         | Partido Laborista                      | Peter Obi              | Yusuf Datti Baba-Ahmed     |
|         | Nuevo Partido Popular de Nigeria       | Rabiu Kwankwaso        | Isaac Idahosa              |
|         | Movimiento Nacional de Rescate         | Felix Johnson Osakwe   | Por definir                |
|         | Partido Democrático Popular            | Atiku Abubakar         | Ifeanyi Okowa              |
|         | Partido Popular de Redención           | Kola Abiola            | Ribi Marshal               |
|         | Partido Socialdemócrata                | Por definir            | Por definir                |
|         | Partido de los Jóvenes Progresistas    | Malik Ado-Ibrahim      | Kasarachi Enyina           |
|         | Alianza de Progresistas Zenith         | Dan Nwanyanwu          | Ramalan Abubakar           |